# Amenhotep, zoon van Hapoe
Amenhotep, zoon van Hapoe of Amenophis was een bouwmeester, arts, schrijver en persoonlijk adviseur van de farao ten tijde van farao Amenhotep III in de 18e dynastie van Egypte. Later in de Egyptische oudheid werd hij vergoddelijkt en als god van de heelkunde vereerd.

## Biografie
Amenhotep, zoon van Hapoe werd geboren in Athribis in de Nijldelta rond 1430 v.Chr. Hij verhuisde naar het hof van Amenhotep III in Thebe in 1390 v.Chr. en leefde daar tot late leeftijd. Hij werd vermoedelijk 80 jaar oud.
Hij was de persoonlijk adviseur aan het hof van Farao Amenhotep III. Hij kreeg de titels: "Opzichter van alle koninklijke werkzaamheden" en "feestleider in Karnak". Amenhotep was dus de vertegenwoordiger van de farao in Karnak.
Amenhotep, zoon van Hapoe, was verantwoordelijk als bouwmeester voor verschillende grootste bouwwerken in het Oude Egypte, waaronder:
- De dodentempel van farao Amenhotep III te Malkata.[3]
- De kolossen van Memnon
- De tempel van Amon-ra in Soleb, Nubië. Hij liet zichzelf afbeelden naast Amenhotep III en koningin Teje.[4]
- Diverse tempels in het rijk.

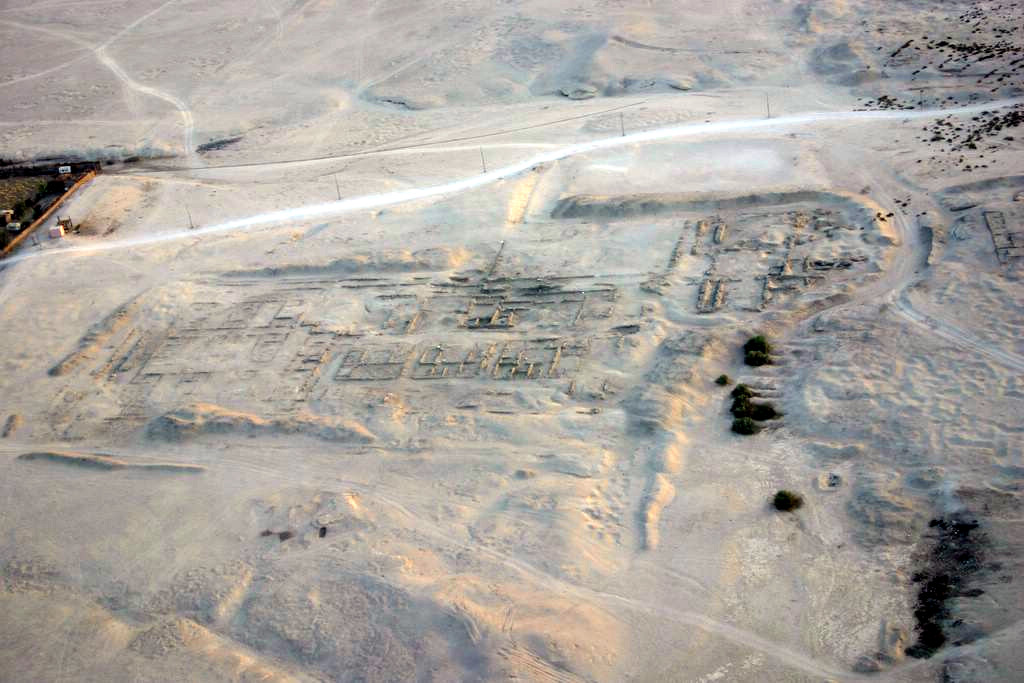
Malkata vanuit de lucht, met ruïnes van de tempel(s).
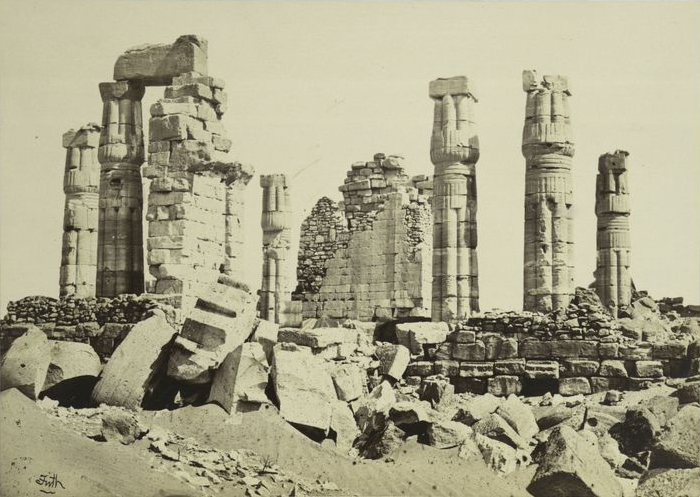
De tempel van Soleb
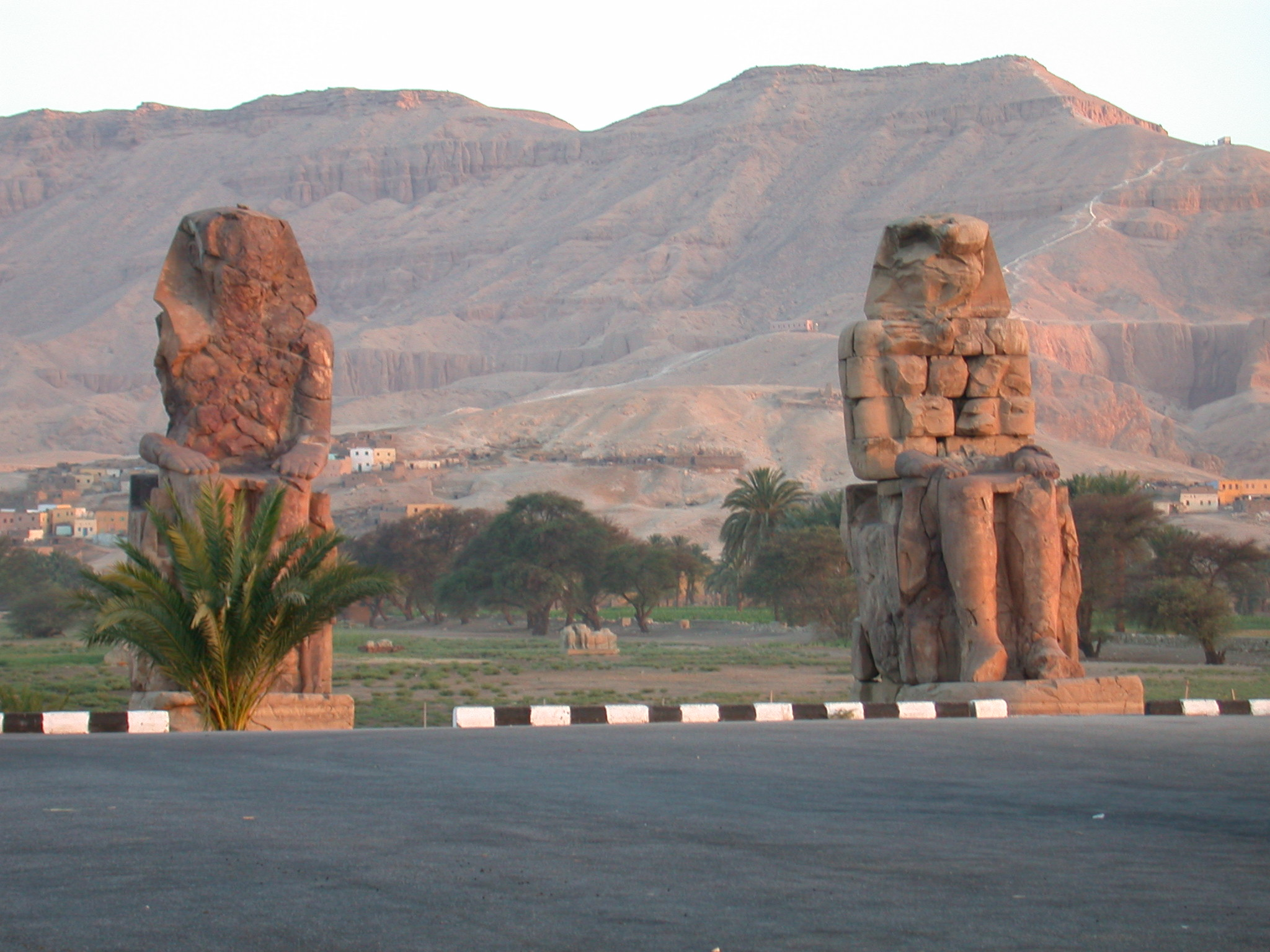
De kolossen van Memnon.

Na de dood van Amenhotep, zoon van Hapoe werd er dodentempel gebouwd ter ere van hem in Thebe-west, naast die van Amenhotep III. De cultus ter herinnering van deze bouwmeester duurde voort tot drie eeuwen na zijn dood.

## Mythologie

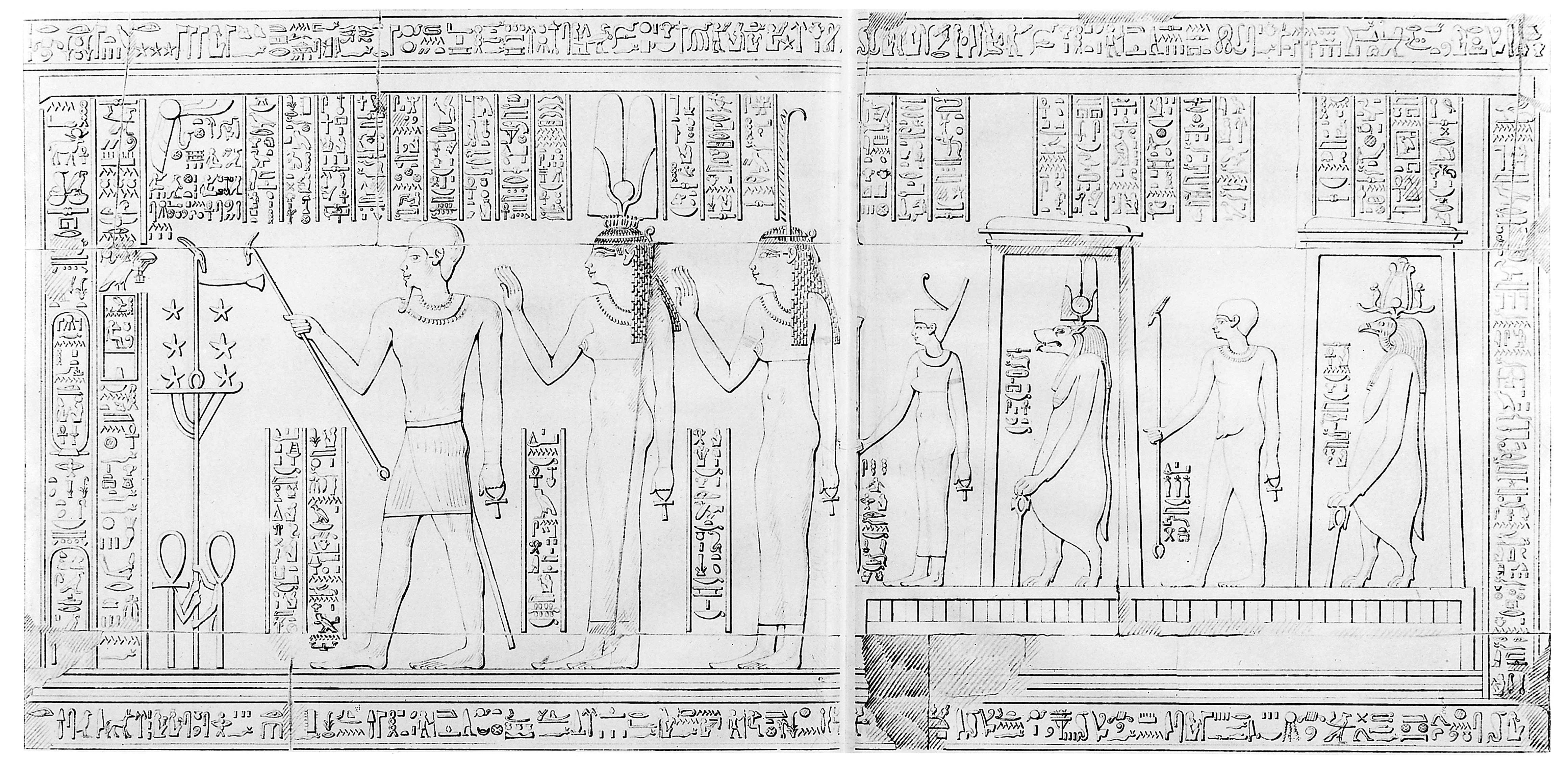
Diverse godinnen en Amenhotep, zoon van Hapoe

Amonhotep, zoon van Hapoe werd vergoddelijkt in de Ptolemaesche tijd, als god van de genezing en wijsheid. De god werd alleen in menselijke vorm afgebeeld en werd voornamelijk in de regio van Thebe vereerd.
De god werd samen met Imhotep vereerd in kapellen. Voorbeelden daarvan zijn in de tempel van Hathor te Deir el-Medina en in de tempel van Hatsjepsoet te Deir el-Bahri.
Aan zijn beeld als schrijver, schreef men bijzondere krachten toe. Bewijzen daarvan zijn de slijtsporen op zijn schoot. In de tempel van Amon te Karnak werden de beelden ook gebruikt om te communiceren met Amon, gebeden werden gericht richting de vergoddelijkte schrijver.